# Антонио Ескобар
Антонио Ескобар Уерта (на испански: Antonio Escobar Huerta) е испански генерал, който се бие на страната на републиканците в Гражданската война в Испания.

## Биография
Ескобар е католик и консерватор. При избухването на Гражданската война в Испания той е полковник от испанската гражданска гвардия в град Барселона. Остава лоялен към републиканското правителство и на 19 юли със своите 800 души помага решително за поражението на преврата в Барселона. По-късно е повишен в генерал и през януари 1939 г. ръководи републиканските сили в неуспешната офанзива във Валсекильо. На 16 февруари 1939 г. е един от офицерите, които заявяват на министър-председателя Хуан Негрин, че по-нататъшната военна съпротива е невъзможна. През март 1939 г. е командир на армията на Естремадура, подкрепя преврата на Касадо и смазва комунистическата съпротива в Сиудад Реал.
На 26 март 1939 г. Ескобар е заловен от националистите и екзекутиран на 8 февруари 1940 г. в Барселона. Погребан е в гробището Монжуик, Барселона.